# Museum für türkische und islamische Kunst

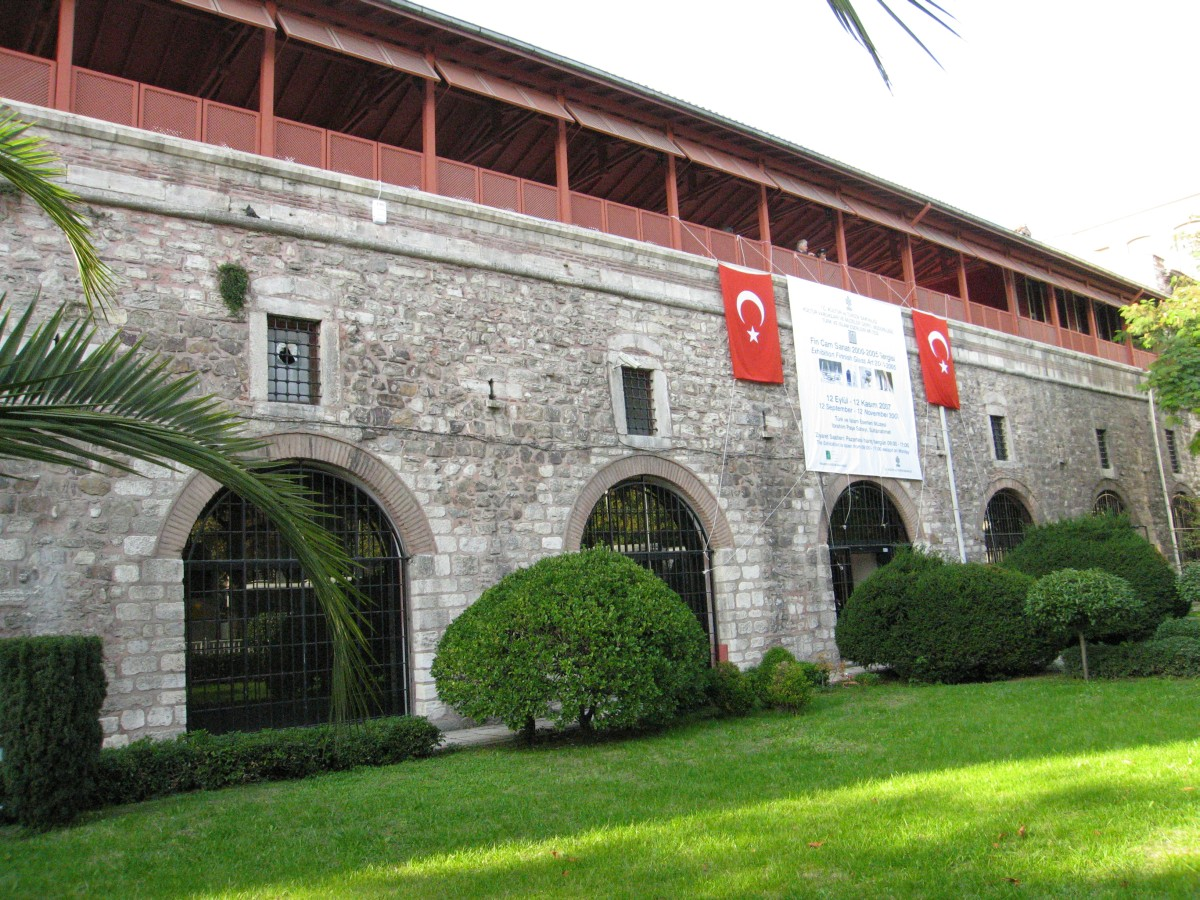
Museum für türkische und islamische Kunst

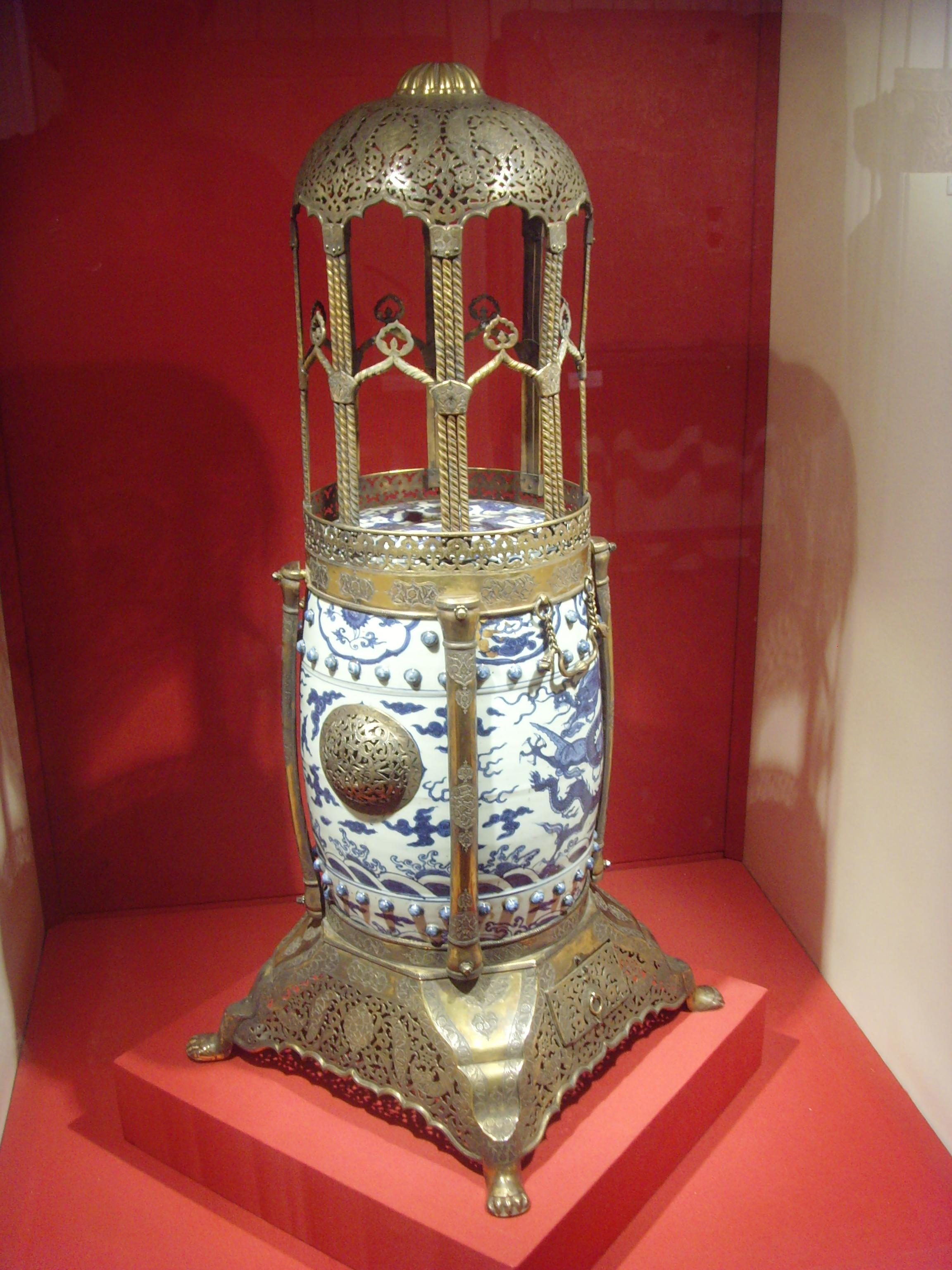
Osmanisches Weihrauchfass, 1628

Das Museum für türkische und islamische Kunst (Türk ve İslâm Eserleri Müzesi, İbrahim Paşa Sarayı) liegt im historischen Zentrum von Istanbul am Hippodrom, direkt gegenüber der Blauen Moschee.

## Geschichte
Das Museum befindet sich heute im Ibrahim-Pascha-Palast, den Sultan Süleyman I., genannt der Prächtige, Anfang des 16. Jahrhunderts seinem Wesir İbrahim Pascha schenkte. Nach dessen Tod im Jahre 1536 diente das Gebäude als Winterquartier der Janitscharenschule, Diplomatenresidenz, Finanzzentrum, Nähstube und Gefängnis, ehe es verlassen wurde und nach und nach verfiel.
1970 wurde es restauriert und beherbergt seit 1983 das im Jahre 1914 gegründete Museum für türkische und islamische Kunst, das vorher in der Armenküche (imaret) der Süleymaniye-Moschee untergebracht und das erste Museum mit islamischer Kunst im Osmanischen Reich war. Das Museum erhielt 1984 einen Preis des Europarates und 1985 einen Preis der UNESCO. Es wurde ab 2012 restauriert und 2014 wieder eröffnet.

## Sammlung

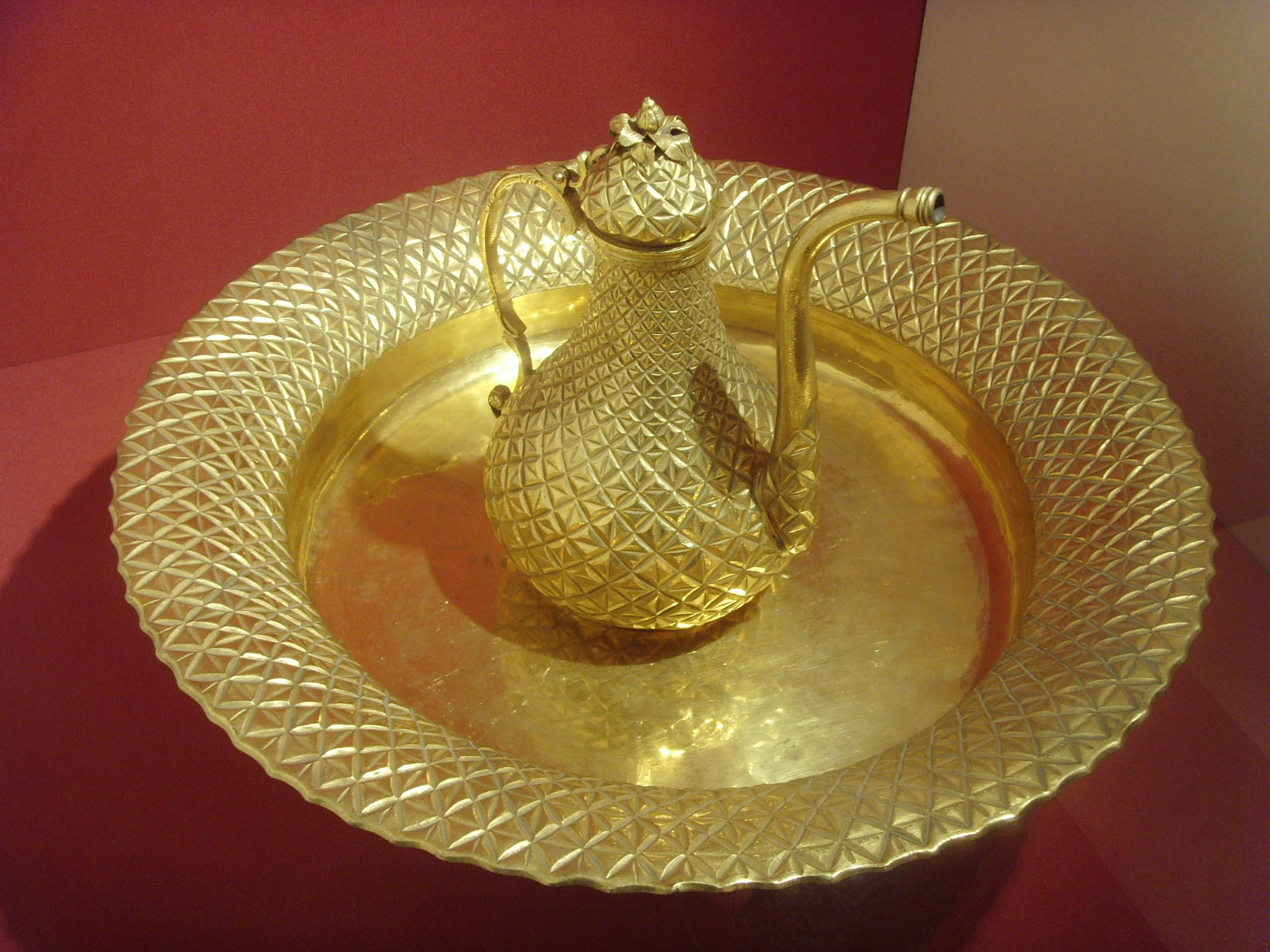
Kanne und Kessel, osmanisch, 1870

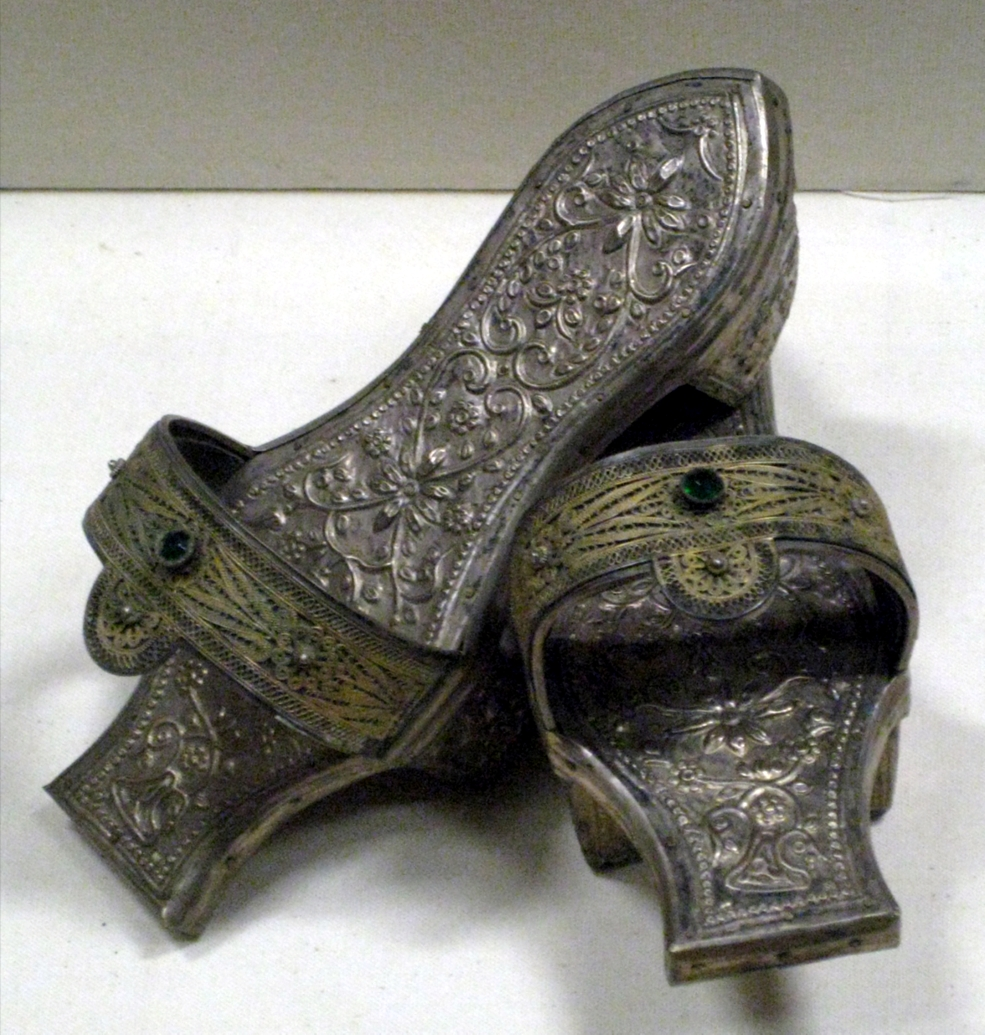
Badehaus-Schuhe, osmanisch, ca. 19. Jh.

Das Museum enthält eine reichhaltige Sammlung fast aller Epochen islamischer Kunst und fast aller Regionen vom 7. Jahrhundert bis zum 20. Jahrhundert.
Das Museum birgt die weltweit umfangreichste und aufgrund ihrer Qualität eine der wichtigsten Sammlungen an Teppichen mit ca. 1700 Exemplaren, sowie zahlreichen Kelims. Neben seltenen seldschukischen Teppichen umfasst die Sammlung die im Westen als Holbein-Teppiche bekannte Exemplare sowie bedeutende Uşak- und Saray-Teppiche.
Des Weiteren zeigt das Museum illuminierte Handschriften, Kalligrafie, Koranhandschriften, persische Miniaturmalereien, darunter die Prophetenbiographie „Siyer-i Nebi“ des Sayyid Süleyman Kasım Pascha oder das Zubdat at-Tawarich von Sayyid Loqman Aşuri, as-Sayyid Lutfi, Molla Kasım und Ustad Osman, Tughras, osmanische Ebrukunst, Kanzleischriften etc., die aus allen Bereichen der islamischen Kulturen zwischen den Umayyaden und den Osmanen stammen.
Die Holzschnitzkunst-Sammlung reicht vom 9. Jahrhundert über äußerst seltene seldschukische Exponate des 10. Jahrhunderts bis zur osmanischen Periode, darunter Koranständer, Minbars, Türen, Säulen und Möbel.
Unter den Steinarbeiten finden sich überwiegend Kalligraphien der Umayyaden, Abbasiden, Mamluken, Seldschuken und Osmanen. Es gibt aber auch einige bemerkenswerte Bildarbeiten und Reliefs, besonders unter den seldschukischen, die Figürliches zeigen, z. B. Jagdszenen und Reiter oder Fabelgeschöpfe wie Sphingen, Greifen, Drache usw.
In der Keramikabteilung wird neben İznik-Keramik, Fayence-, Mosaik- und Gipskunst auch Keramikware aus Samarra (Irak), Kaschan (Iran), Raqqa und Aleppo (Syrien), der Seldschuken und Osmanen bis hin zu Kütahyaware und Çanakkaleware gezeigt. Abgerundet wird diese Sammlung durch eine Glassammlung, beginnend mit Werken aus dem 9. Jahrhundert, über Glasampeln der Mamluken bis zu osmanischen Rosenwasserflaschen.
Die Metallarbeiten des Museums erlauben es, einen Überblick über die Entwicklung von 800 Jahren zu gewinnen, von almohadischen Astrolabien, über seldschukische Türklopfer in Drachenform, anatolische Kerzenständer, mamlukische Wasserbecken bis hin zu osmanischem Turbanschmuck, Weihrauchbehältern, Kannen, Standarten und Tischgedecken.
In der ethnologischen Abteilung werden Wohnräume und Einrichtungen unterschiedlicher türkischer Volksgruppen aus verschiedenen Epochen gezeigt. Des Weiteren bieten Ausstellungsräume nationalen und internationalen Sonderausstellungen Platz.